# Forcipomyia altaica
Forcipomyia altaica är en tvåvingeart som beskrevs av Remm 1972. Forcipomyia altaica ingår i släktet Forcipomyia och familjen svidknott. Inga underarter finns listade i Catalogue of Life.